# Denis Gremelmayr
Denis Gremelmayr (Heidelberg, 16 de agosto de 1981) es un exjugador de tenis alemán. Su mejor actuación hasta el momento son las semifinales del Torneo Conde de Godó en 2008, donde cayó ante Rafael Nadal tras superar a jugadores como James Blake o Nicolás Almagro. Una semana antes de este torneo había alcanzado las semifinales en el Torneo de Estoril, donde dio una dura batalla al N.º 1 del mundo, Roger Federer, perdiendo finalmente en 3 sets.
Su mejor posición en el ranking mundial la alcanzó el 5 de mayo de 2008 cuando ocupó el puesto 59 de la clasificación individual.

## Títulos

### Clasificación en torneos del Grand Slam (singles)
| Torneo          | 2011 | 2009 | 2008 | 2006 | Títulos |
| --------------- | ---- | ---- | ---- | ---- | ------- |
| Australian Open | 1r   | 1r   | 2r   | 3r   | 0       |
| Roland Garros   |      | 1r   | 1r   | -    | 0       |
| Wimbledon       |      | -    | 1r   | -    | 0       |
| US Open         |      | -    | 1r   | -    | 0       |

### Challengers
| N.º | Fecha                   | Torneo       | Superficie    | Oponente en la final  | Resultado      |
| --- | ----------------------- | ------------ | ------------- | --------------------- | -------------- |
| 1.  | 3 de septiembre de 2007 | Düsseldorf   | Tierra batida | Andreas Haider-Maurer | 6-7(5) 6-2 6-4 |
| 2.  | 5 de noviembre de 2007  | Eckental     | Carpeta       | Roko Karanušić        | Walkover       |
| 3.  | 3 de noviembre de 2008  | Eckental     | Carpeta       | Roko Karanušić        | 6-2 7-5        |
| 4.  | 17 de mayo de 2010      | Cremona      | Dura          | Marius Copil          | 6-4 7-5        |
| 5.  | 5 de julio de 2010      | Scheveningen | Tierra batida | Thomas Schoorel       | 7-5 6-4        |
| 6.  | 19 de julio de 2010     | Poznan       | Tierra batida | Andrey Kuznetsov      | 6-1 6-2        |